# Diatraea lineolata
Diatraea lineolata is een vlinder van de familie van de grasmotten (Crambidae). De wetenschappelijke naam van deze soort is voor het eerst voorgesteld als Leucania lineolata door Francis Walker in een publicatie uit 1856.
De soort komt voor in Colombia en Venezuela.